# 十里堡村
十里堡村位于中国山东省济南市历城区郭店镇的最东端，靠近章丘市，人口2000余人。其名中的「十里」可能参考了历史上的唐代全节县城或明清时的龙山镇。可从市区洪楼乘坐10和319路公交车到达。十里堡位于相邻的四个乡镇的中心位置，向南是孙村镇，向东是龙山镇，向北是唐王镇。